# Thandiwe Chama
Thandiwe Chama (Lusaca, 15 de fevereiro de 1991) é uma zambiana vencedora do Prêmio internacional da Criança (International Children's Peace Prize) em 2007.  

## Biografia
Em 1999, quando tinha apenas oito anos de idade, sua escola foi fechada porque não havia professores. Thandiwe se recusou a aceitar esta situação e levou 60 outras crianças na caminhada para encontrar outra escola. Como resultado, todas as crianças foram levadas para a Escola Cecup Jack. Fortalecida por essa conquista, Thandiwe vem lutando desde então para o direito à educação para todas as crianças.
Aos 16 anos esta garota da Zâmbia, ganhou o Prêmio Internacional da Criança de 2007, batendo 28 outros candidatos de todo o mundo. O Prêmio consistia em uma estatueta - "o Nkosi" - e 100 000 euros, que foram  atribuídos a um projecto de ajuda direta aos esforços dos jovens vencedores.
Ela continuou a impressionar, por exemplo, falando na igreja sobre crianças e Aids - uma questão nem sempre facilmente discutidas nas igrejas. Com um amigo, ela escreveu e ilustrou um livro chamado "As Crianças com AIDS", contando as crianças sobre os perigos da AIDS.